# Josef Dumek
Josef Dumek (16. února 1844 Praha-Malá Strana – 14. prosince 1903 Královské Vinohrady) byl český odborný spisovatel, redaktor a pedagog, popularizátor poznatků v oblasti zemědělství. Absolvoval pražskou techniku a hospodářský ústav v Libverdě, poté působil jako správce a ředitel statků v Rusku, Uhersku a v Čechách. Roku 1872 založil a několik let vedl vyšší hospodářskou školu v Doubravici u Mohelnice. Od roku 1876 se věnoval převážně popularizaci; jako „polní kazatel“ České zemědělské rady uspořádal přes 5000 přednášek pro rolníky a kněží, vydával Pražské hospodářské noviny, přispíval do časopisů a vydal přes 90 spisů v češtině i němčině (např. Hospodářská čítanka). Byl oceňován za zásluhy o povznesení českého zemědělství; získal titul Pro ecclesia et pontifice, byl jmenován čestným občanem řady obcí a členem několika domácích i zahraničních hospodářských společností.

## Život

### Studium, hospodářská a pedagogická činnost
Narodil se 16. února 1844 v Praze jako syn Josefa Dumka (1812-1865), hostinského původem ze Semil. Po maturitě na gymnáziu absolvoval chemii a hospodářské vědy na pražské technice a studia zakončil na hospodářském ústavu v Libverdě. Potom podnikl studijní cestu po Rakousku, Rusku, Německu a Itálii. 28. září 1867 se oženil a s manželkou odjel do Ruska, kde mu nabídli místo ředitele velkostatku. Odtud se přesunul na podobnou pozici do Uherska a pak do Čech.
Roku 1872 založil vyšší hospodářský ústav v Doubravici na Moravě. Škola pod jeho vedením získala dobrou pověst, zápasila ale s nedostatkem financí. Sám Dumek na její podporu vložil 20 tisíc zlatých. Když ale ani to nestačilo, vzdal se roku 1876 ředitelského místa a vstoupil do služeb Zemědělské rady království Českého, která ho jmenovala „polním kazatelem“ či kočujícím učitelem, propagátorem moderních zemědělských poznatků mezi rolnictvem. Tomuto povolání pak zasvětil zbytek života.
Od roku 1883 navázal spolupráci s katolickou církví. Jan Valerián Jirsík ho krátce před smrtí pozval do budějovického semináře, aby seznámil budoucí kněží se zásadami zemědělského hospodářství, a jeho příkladu pak následovaly kněžské semináře v dalších městech. Umožnilo se tak duchovním, kteří měli na venkově přirozenou autoritu, účinně pomoci zemědělcům.
Na přednáškových turné procestoval postupně celé Čechy. Vykládal například o důležitosti hospodářských strojů, úpravě luk a pastvin, plemenech a chovu hovězího dobytka, racionálním obdělávání půdy, o pěstování zeleniny, jarní setbě, chovu drůbeže a domácím hospodářství, o pěstování pícnin aj. V pražské Měšťanské besedě zase radil s pěstováním květin v zahradě a v pokoji. Zastával názor, že každý má žít podle svého stavu a doby. Kritizoval přehánění v jakémkoli směru – podle něj chybují jak ti, kdo své hospodářství odbývají, tak i ti, kdo nadměrně šetří, zejména na jídle. Zdůrazňoval potřebu masa a luštěnin pro posílení těla po těžké práci. Úpadku venkova může podle něj zabránit využívání moderních poznatků a techniky, řádné a včasné obdělávání půdy, náležitý chov dobytka a dobré zacházení s přírodními zdroji („požehnáním Božím“).
Mezi rolnictvem si získal velký věhlas. Na jeho přednášky chodily často stovky posluchačů – a když se všichni nevešli do sálu, poslouchali pod širým nebem. Dumek navíc často zdařile improvizoval, když se na žádost publika stanovilo téma schůze na poslední chvíli. Měl příjemný hlas, jasně vyjadřoval myšlenky a jeho „kázání“ byla oblíbená mezi prostými sedláky i vzdělanými měšťany.
16. září 1888 uskutečnil svou jubilejní třítisící přednášku. Jeho činnosti si v té době všimli i na vyšších místech; například c. k. ministerstvo orby uznale ocenilo, že jeho rady a pokyny přispěly ke zvelebení hospodářství v řadě oblastí, a že mu rolníci při další návštěvě často děkovali za prospěšná doporučení, která se dobře osvědčila. Pochvaly přicházely i od církevních hodnostářů.
Dumkova pracovitost a obětavost byla příkladná. Například v roce 1887 přednášel 340krát, za malý plat (služné) a bez diet, přičemž největší odměnou, kterou mu vděční posluchači mohli dát, bylo často čestné členství ve spolku nebo čestné občanství. Během svých cest po Čechách se navíc nejméně dvakrát dostal do nebezpečné situace, kdy se splašili koně a převrhli kočár, ve kterém seděl. V obou případech ale nakonec všichni zúčastnění vyvázli bez úhony.
Za celý život uspořádal přes 5000 popularizačních přednášek.

### Další aktivity
Od roku 1878 vydával Pražské hospodářské noviny. Přispíval rovněž do hospodářských, lesnických a jiných odborných časopisů. Vydal také přes 90 spisů v češtině a němčině (viz též sekci Dílo).
V březnu 1880 byl zvolen poslancem Českého zemského sněmu za staročechy na Náchodsku, přičemž porazil mladočeského kandidáta, profesora Jana Krejčího poměrem hlasů 159:62. Volba vyvolala překvapení a kontroverzi; Dumkovi se mimo jiné vyčítala přílišná blízkost k Němcům a nedostatek jeho vzdělání ve srovnání s univerzitním profesorem. Dumek se nakonec mandátu vzdal a v doplňovací volbě v červnu 1880 byl na jeho místo zvolen Josef Milde.
Roku 1882 byl c. k. zemským soudem v Praze jmenován přísežným znalcem hospodářským.
Ke konci roku 1901 odešel do důchodu a byl jmenován inspektorem českého odboru zemědělské rady.

### Ocenění a závěr života
Vedle čestného členství ve spolcích a čestného občanství v řadě obcí (viz výše) byl rovněž jmenován dopisujícím členem carské hospodářské společnosti v Petrohradě, členem hospodářské společnosti v Salcburku, Brně (kde žil v letech 1895-96) aj. Byl oceňovaný za příspěvek k česko-německému usmíření a jeho přínos ke zvelebení zemědělství uznával i německý tisk.
Počátkem roku 1903 obdržel papežský čestný kříž Pro ecclesia et pontifice.
Poslední čtyři léta života trpěl cukrovkou, ke které se přidružila tuberkulóza. Zemřel 14. prosince 1903. Pohřben byl na Vyšehradě.

## Dílo
Samostatně vyšly např. tyto práce:
- Mlékařství a poučení jak máslo a různých druhův sýrů dělati (1875) [27]
- Hnojařství čili nauka o tom, jak sobě hospodář pro druhy svých půd nejlepší a i také nejhojnější hnůj opatřiti může (1875)
- Kniha pro každého rolníka a hospodáře (1876) – sbírka vědomostí hospodářských rolníku našemu předůležitých a nevyhnutelně potřebných [28]
- Handbuch des Weinbaues (Příručka vinařství) (1876) – návody pro vinařství ve vinicích, zahradách, na zídkách, altánech atd. i ošetření vína ve sklepě [29]
- Hospodářská čítanka (1877), velmi oblíbená, prodalo se přes 20 tisíc exemplářů[4] [30]
- Vinařství (1877) Návod k pěstováni vína na vinici, v zahradě, u domů, na besídkách atd., Dostupné online
- Drůbežnictví (1880) Dostupné online
- Stromoví ovocné : návod pro rolníky, jak pěstovati a ošetřovati stromy ovocné, aby hojného a stálého užitku poskytovaly (1880); čistý výnos z prodeje této knihy věnoval autor i nakladatel na dostavbu Národního divadla[31] [32]
- Kopřiva : pěstování a zužitkování její (1884)
- Les a jeho důležitost (1884)
- Některé druhy ovocného stromoví a křovin, které by se u nás s prospěchem dařily (1887)
- Chov hovězího dobytka, jeho využitkování se zvláštním zřetelem na mlékařství (1891)
- Mléko, máslo, sýr (1891)
- Čím a jak hnojiti se má? (1892)

## Rodina
- Manželka Hana Dumková (1847-1920), rodným jménem Johanna Carolina Hartmannová,[33][7] byla autorkou kuchařských knih.[34] (Některé životopisy ji uvádějí s rokem narození 1851.)[35]
- Dcera Hana Benoniová (1868-1922) byla herečka, členka souboru Národního divadla[6]
- Mladší dcera[6] Emanuela či Ella Dumková[36] (1875-??)[37] byla rovněž herečka a operní pěvkyně.[6] Po neúspěšných pokusech proniknout na pražskou divadelní scénu[38][39][40] vystupovala v 90. letech u německého divadla v Brně,[24] k nelibosti tamních Čechů.[41] Později se provdala za rakousko-německého filmového režiséra Rudolfa Walthera-Feina.[42]
- Syn Josef Dumek mladší (1869-1950)[43] vstoupil do rakousko-uherské armády,[44] kde získal hodnost nadporučíka u 40. pěšího pluku svob. pána z Handin-Mazzettiho. V té době rovněž napsal několik publikací s vojenskou tematikou (např. Nový vojenský slovník německo-český 1898[45] a Jednoroční dobrovolník a záložník i kadet v záloze 1900).[46] Nejpozději roku 1904 odešel do zálohy, vydal německou knihu pamětí Unter Habsburgs-Doppeladler, kde nelichotivě popisoval poměry na kadetní škole a na haličských posádkách,[44] a v následujících letech se dal na podnikání. V přihláškách k trvalému pobytu byl zmiňován jako (bývalý) obchodník, ředitel zábavních podniků na jubilejní výstavě,[47] ale také jako úředník města Vinohrad.[48] Později byl známý jako zakladatel a ředitel hlídacích společností (Pražská hlídací společnost (1909)[49] a pak konkurenční Hlídací sbor Praha (1910),[50] který získal také koncesi na činnost detektivní kanceláře.)[51] V říjnu 1914 byl povolán zpět do armády jako nadporučík 40. pluku.[52] V lednu 1917 byl uváděn jako válečný zajatec v Buchaře.[53] Po válce informace o něm mizí; podle dodatečné poznámky v matrice narozených zemřel 5. listopadu 1950 v Praze.[43]